# Dancing in the Street
| Оценки критиков | Оценки критиков |
| Источник        | Оценка          |
| --------------- | --------------- |
| AllMusic        | Без оценки      |

«Dancing in the Street» (с англ. — «Танцы на улице») — песня американской гёрл-группы Martha & the Vandellas. Вышла как сингл в 1964 году.
В США сингл поднялся на 2 место чарта Billboard Hot 100, в Великобритании добрался до 4 места.
В 2004 году журнал Rolling Stone поместил песню «Dancing in the Street» в исполнении группы Martha and the Vandellas на 40 место на своём списке «500 величайших песен всех времён».
В списке 2011 года песня также находится на 40 месте.
Британский музыкальный журнал New Musical Express тоже включил её в свой список (2014 года) «500 величайших песен всех времён», на 152 место.
Кроме того, песня «Dancing In The Street» в исполнении группы Martha and the Vandellas вместе с другой их песней, «(Love Is Like a) Heat Wave», входит в составленный Залом славы рок-н-ролла список 500 Songs That Shaped Rock and Roll.
В 1999 году сингл группы Martha & the Vandellas с этой песней (1964 год) был принят в Зал славы премии «Грэмми».
В 2006 году она была включена в Национальный реестр аудиозаписей Библиотеки конгресса США. (В этот список включаются записи, которые должны быть сохранены для будущих поколений.)

### Чарты
| Чарт (1964)                       | Наив. поз. |
| --------------------------------- | ---------- |
| Великобритания (UK Singles Chart) | 4          |
| США (Billboard Hot 100)           | 2          |

## Версия группы Van Halen
Dancing in the Street (рус. Танцы на улице) — тринадцатый в общем и второй с альбома Diver Down сингл хард-рок группы Van Halen, выпущенный в мае 1982 года на лейбле Warner Bros.

### О сингле
Дэйв: «это звучит так, как будто играют больше четырёх человек, когда на самом деле почти нет наложений — вот почему нам требуется так мало времени [для записи]».
Эдди: «чтобы сделать кавер-версию оригинальной, требуется почти столько же времени, сколько и на написание песни. Я потратил много времени на аранжировку и игру на синтезаторе «Dancing in the Streets», и они [критики] просто списали его так: „О, это точно так же, как оригинал.- Так что забудьте о критиках! Это хорошие песни. Почему бы нам не переделать их для нового поколения людей?“

### Чарты
| Чарт (1982)                            | Наив. поз. |
| -------------------------------------- | ---------- |
| Канада (Canadian Singles Chart)        | 15         |
| США (Billboard Hot 100)                | 38         |
| США (Billboard Mainstream Rock Tracks) | 3          |

### Список композиций

#### 7» (Германия)
1. «Dancing in the Street» — 3:43
2. «Where Have All the Good Times Gone» — 3:02

#### 7" (США)
1. «Dancing in the Street» — 3:43
2. «The Full Bug» — 3:18

## Версия Дэвида Боуи и Мика Джаггера
В 1985 году песня была записана как дуэт британскими вокалистами Дэвидом Боуи и Миком Джаггером.
Изначально, данную композицию планировалось исполнить на благотворительном фестивале Live Aid. Было запланировано совместное выступление Мика Джаггера в США с Дэвидом Боуи в Англии, однако из-за проблем с видеосинхронизацией это оказалось невозможным. Вместо этого Джаггер и Боуи записали композицию на студии и сняли под неё видеоклип. Чуть позже песня была выпущена синглом на лейбле EMI, все вырученные средства от продаж пошли на благотворительность.
В данной версии песни присутствуют слова из композиции группы The Beatles «Back in the U.S.S.R.»

### Список композиций

#### 7": EMI America / EA 204 Великобритания
1. «Dancing in the Street» (Clearmountain Mix) — 3:07
2. «Dancing in the Street» (instrumental) — 3:17

#### 12": EMI America / 12EA 204 Великобритания
1. «Dancing in the Street» (Steve Thompson and Michael Barbiero Mix) — 4:40
2. «Dancing in the Street» (dub version) — 4:41
3. «Dancing in the Street» (edit) — 3:24

### Чарты
| Чарт (1985)                                             | Наив. поз. |
| ------------------------------------------------------- | ---------- |
| Австралия (Kent Report)                                 | 1          |
| Австрия (Ö3 Austria Top 40)                             | 6          |
| Канада (Canadian Singles Chart)                         | 1          |
| Франция (Syndicat National de l'Édition Phonographique) | 34         |
| ФРГ (Media Control)                                     | 6          |
| Ирландия (Irish Singles Chart)                          | 1          |
| Новая Зеландия (New Zealand Singles Chart)              | 2          |
| Норвегия (VG-lista)                                     | 3          |
| Испания (Los 40 Principales)                            | 1          |
| Швеция (Sverigetopplistan)                              | 4          |
| Швейцария (Schweizer Hitparade)                         | 9          |
| Великобритания (UK Singles Chart)                       | 1          |
| США (Billboard Hot 100)                                 | 7          |